# 교차투표
교차투표(交叉投票, cross-voting)는 법안에 대한 찬부가 정당간의 대립양상을 띠지 않고 정당을 종단(縱斷)하는 현상을 말한다. 이러한 현상은 미국 정당의 당원 통제력이 약한 데 기인한다. 미국의 의원들은 선거에 임했을 때와, 당선 후의 의장단 선출이나 위원회구성에 대해서만 당의 이름이나 방침에 따를 뿐 기타 사항 특히 외교·노동·경제정책 등에 대해서는 독자적인 판단에 의해 행동한다. 그래서 어떤 의안에 대한 투표결과를 보면 찬성표나 반대표 속에 민주·공화 양당 의원의 표가 섞여 있는 경우가 많다. 오히려 당내의 파벌이 그때그때의 이해관계에 따라 서로 결합함으로써 다수파와 소수파로 갈라지기도 한다.

## 같이 보기
- 투표